# Bengt-Åke Gustafsson
Bengt-Åke Gustafsson (ur. 23 marca 1958 w Karlskodze) – szwedzki hokeista grający na pozycji napastnika (centra), reprezentant kraju, olimpijczyk, trener.
Jeden z najbardziej utytułowanych ludzi w historii szwedzkiego hokeja na lodzie. Reprezentował barwy: dwukrotnie KB Karlskoga/IK Bofors, dwukrotnie BK Färjestads, Edmonton Oilers, dwukrotnie Washington Capitals oraz VEU Feldkirch (5-krotne mistrzostwo Austrii, Alpenliga, Europejska Hokejowa Liga). Z reprezentacją Szwecji U-19 zdobył wicemistrzostwo Europy juniorów 1976, z reprezentacją Szwecji U-20 trzykrotnie uczestniczył w mistrzostwach świata juniorów (wicemistrzostwo świata juniorów), natomiast z seniorską reprezentacją Szwecji uczestniczył w zimowych igrzyskach olimpijskich 1992 oraz 5-krotnie uczestniczył w mistrzostwach świata (dwukrotne mistrzostwo świata, wicemistrzostwo świata oraz dwukrotnie brązowy medal) oraz dotarł do finału Canada Cup 1985.
Jako trener był asystentem trenera w reprezentacji Szwajcarii, prowadził VEU Feldkirch, SC Langnau, BK Färjestads (Puchar Le Mata), reprezentację Szwecji (mistrzostwo olimpijskie, mistrzostwo świata), ZSC Lions, Atłanta Mytiszczi, Thomas Sabo Ice Tigers, SCL Tigers, EHC Olten oraz Stjernen Hockey.
Był także nagradzany indywidualnie: zdobywca Guldhjälmen – nagroda dla MVP Elitserien, najlepszy punktujący fazy play-off Elitserien, drużyna gwiazd Pucharu Spenglera, drużyna gwiazd Europejskie Hokejowej Ligi, drużyna gwiazd mistrzostw świata juniorów, Nagroda lidera sportowego agencji prasowej TT News Agency, Człowiek Roku w Szwecji, członek Galerii Sławy IIHF (2003), członek Galerii Sławy szwedzkiego hokeja na lodzie (2013). Odznaczony Medalem Jego Królewskiej Mości Króla Szwecji 8. rozmiaru na wysokiej niebieskiej wstążce (2007).

## Kariera
Bengt-Åke Gustafsson karierę sportową rozpoczął w juniorach IK Bofors, w którym w 1973 roku po zmianie nazwy klubu na KB Karlskoga przeszedł do seniorskiej drużyny, z którą w sezonie 1973/1974 awansował do Hockeyettan. W klubie grał do 1977 roku. Następnie w latach 1977–1979 reprezentował barwy BK Färjestads, potem sezon 1978/1979 dokończył w występującym wówczas północnoamerykańskiej lidze WHA Edmonton Oilers, po czym został zawodnikiem występującego w lidze NHL Washington Capitals, w którym grał do 1986 roku. W sezonie 1986/1987 ponownie reprezentował w występującym w lidze Hockeyettan IK Bofors, po czym w latach 1987–1989 ponownie grał w Washington Capitals. W latach 1989–1993 ponownie reprezentował barwy BK Färjestads, w którym dwukrotnie zdobył wicemistrzostwo Szwecji (1990, 1991). Ponadto w sezonie 1989/1990 zdobył nagrodę Guldhjälmen, z 14 punktami został najlepszym punktującym fazy play-off Elitserien oraz został wybrany do drużyny gwiazd Pucharu Spenglera 1990, w którym jego klub zajął 3. miejsce.
W latach 1993–1998 reprezentował barwy austriackiego VEU Feldkirch, z którym 5-krotnie zdobył mistrzostwo Austrii (1994–1998), czterokrotnie triumfował w Alpenlidze (1996–1999) oraz w Europejskiej Hokejowej Lidze 1997/1998 po wygranej 25 stycznia 1998 roku w Feldkirch w finale 5:3 z Dinamo Moskwa, w której także został wybrany do drużyny gwiazd. Na początku sezonu 1998/1999 zakończył karierę sportową.

## Kariera reprezentacyjna
Bengt-Åke Gustafsson z reprezentacją Szwecji U-19 zdobył wicemistrzostwo Europy juniorów 1976 w Czechosłowacji, na których rozegrał 5 meczów, w których zdobył 5 punktów (3 gole, 2 asysty) oraz spędził 2 minuty na ławce kar, w reprezentacją Szwecji U-20 w latach 1976-1978 rozegrał 23 mecze, w których zdobył 17 punktów (8 goli, 9 asyst) oraz spędził 26 minut na ławce kar oraz trzykrotnie uczestniczył w mistrzostwach świata juniorów (1976, 1977 – drużyna gwiazd turnieju), 1978 – wicemistrzostwo świata juniorów), w reprezentacją Szwecji B w latach 1978-1986 rozegrał 5 meczów, w których zdobył 3 punkty (2 gole, 1 asysta).
W seniorskiej reprezentacji Szwecji w latach 1976-1993 rozegrał 117 meczów, w których zdobył 70 punktów (28 goli, 42 asysty) oraz spędził 60 minut na ławce kar. Uczestniczył w turnieju olimpijskim 1992 w Albertville, na którym drużyna Trzech Koron zajęła 5. miejsce po wygranej 20 lutego 1992 roku na Méribel Ice Palace w Méribel w decydującym meczu z reprezentacją Finlandii 3:2, 5-krotnie w mistrzostwach świata (1979 – 3. miejsce, 1981 – wicemistrzostwo świata, 1983, 1987 – mistrzostwo świata, 1991 – mistrzostwo świata) oraz dwukrotnie w Canada Cup (1984 – finał, 1987).

## Kariera trenerska
Bengt-Åke Gustafsson jeszcze w trakcie kariery sportowej rozpoczął karierę trenerską. W latach 1998–2002 był asystentem Ralpha Kruegera, swojego trenera w VEU Feldkirch, w reprezentacji Szwajcarii. Następnie tuż po zakończeniu kariery sportowej do końca sezonu 1998/1999 prowadził austriacki VEU Feldkirch, potem w latach 1999–2001 trenował SC Langnau. Następnie wrócił do Szwecji, gdzie w latach 2001–2005 trenował BK Färjestads, z którym w sezonie 2001/2002 zdobył Puchar Le Mata – trofeum za mistrzostwo Szwecji, po wygranej rywalizacji w finale z Modo Hockey 3:0 (3:2 pd, 7:2, 5:3), a także trzykrotnie zdobył wicemistrzostwo Szwecji (2003–2005).
14 lutego 2005 roku został selekcjonerem reprezentacji Szwecji, której w latach 2007–2010 był także menedżerem generalnym. Na turnieju olimpijskim 2006 w Turynie, po wygranej 26 lutego 2006 roku na Palasport Olimpico w finale 3:2 z reprezentacją Finlandii drużyna Trzech Koron zdobyła złoty medal, natomiast 21 maja 2006 roku na Arēna Rīga w Rydze w finale wygrała z reprezentacją Czech 4:0, zdobywając tym samym mistrzostwo świata 2006, a Gustafsson został tym samym pierwszym trenerem w historii hokeja na lodzie, który w tym samym roku zdobył zarówno mistrzostwo olimpijskie, jak i mistrzostwo świata, co pomogło mu w zdobyciu wyróżnień indywidualnych: Nagroda lidera sportowego agencji prasowej TT News Agency, Człowiek Roku w Szwecji, a także w 2007 roku został odznaczony Medalem Jego Królewskiej Mości Króla Szwecji 8. rozmiaru na wysokiej niebieskiej wstążce. Zajął także dwukrotnie 3. miejsce na mistrzostwach świata (2009, 2010). Po wygranym 23 maja 2010 roku na Lanxess Arena w Kolonii z reprezentacją Niemiec 3:1 w meczu 3. miejsce podczas mistrzostw świata 2010 Elity podał się do dymisji.
Następnie w latach 2010–2011 trenował szwajcarski ZSC Lions, w latach 2011–2012 występujący w lidze KHL Atłant Mytiszczi, w latach 2012–2013 niemiecki Thomas Sabo Ice Tigers, w latach 2013–2015 szwajcarski SCL Tigers, w latach 2016–2018 szwajcarski EHC Olten oraz w 2018–2019 norweski Stjernen Hockey.

## Statystyki

### Klubowe
| 1973/1974                   | KB Karlskoga                | Div. 2                      | 8   | 1   | 4   | 5   | 0   | 6  | 1  | 1  | 2  | 0  |
| 1974/1975                   | KB Karlskoga                | Div. 1                      | 18  | 4   | 5   | 9   | 2   | —  | —  | —  | —  | —  |
| 1975/1976                   | KB Karlskoga                | Div. 1                      | 1   | 7   | 3   | 10  |     | —  | —  | —  | —  | —  |
| 1976/1977                   | KB Karlskoga                | Div. 1                      | 22  | 32  | 18  | 50  |     | —  | —  | —  | —  | —  |
| 1977/1978                   | BK Färjestads               | Elitserien                  | 32  | 15  | 10  | 25  | 10  | —  | —  | —  | —  | —  |
| 1978/1979                   | BK Färjestads               | Elitserien                  | 33  | 13  | 11  | 24  | 10  | 3  | 2  | 0  | 2  | 2  |
| 1978/1979                   | Edmonton Oilers             | WHA                         | —   | —   | —   | —   | —   | 2  | 1  | 2  | 3  | 0  |
| 1979/1980                   | Washington Capitals         | NHL                         | 80  | 22  | 38  | 60  | 17  | —  | —  | —  | —  | —  |
| 1980/1981                   | Washington Capitals         | NHL                         | 72  | 21  | 34  | 55  | 26  | —  | —  | —  | —  | —  |
| 1981/1982                   | Washington Capitals         | NHL                         | 70  | 26  | 34  | 60  | 40  | —  | —  | —  | —  | —  |
| 1982/1983                   | Washington Capitals         | NHL                         | 67  | 22  | 42  | 64  | 16  | 4  | 0  | 1  | 1  | 4  |
| 1983/1984                   | Washington Capitals         | NHL                         | 69  | 32  | 43  | 75  | 16  | 5  | 2  | 3  | 5  | 0  |
| 1984/1985                   | Washington Capitals         | NHL                         | 51  | 14  | 29  | 43  | 8   | 5  | 1  | 3  | 4  | 0  |
| 1985/1986                   | Washington Capitals         | NHL                         | 70  | 23  | 52  | 75  | 26  | —  | —  | —  | —  | —  |
| 1986/1987                   | Bofors IK                   | Div. 1                      | 28  | 16  | 26  | 42  | 22  | —  | —  | —  | —  | —  |
| 1987/1988                   | Washington Capitals         | NHL                         | 78  | 18  | 36  | 54  | 29  | —  | —  | —  | —  | —  |
| 1988/1989                   | Washington Capitals         | NHL                         | 72  | 18  | 51  | 69  | 18  | 4  | 2  | 3  | 5  | 6  |
| 1989/1990                   | BK Färjestads               | Elitserien                  | 37  | 22  | 24  | 46  | 14  | 10 | 4  | 10 | 14 | 18 |
| 1990/1991                   | BK Färjestads               | Elitserien                  | 37  | 9   | 21  | 30  | 6   | 8  | 3  | 6  | 9  | 2  |
| 1991/1992                   | BK Färjestads               | Elitserien                  | 35  | 12  | 20  | 32  | 30  | 6  | 2  | 5  | 7  | 2  |
| 1992/1993                   | BK Färjestads               | Elitserien                  | 40  | 17  | 16  | 33  | 32  | 3  | 0  | 1  | 1  | 0  |
| 1993/1994                   | VEU Feldkirch               | ÖEL                         | 54  | 20  | 43  | 63  | 0   | —  | —  | —  | —  | —  |
| 1994/1995                   | VEU Feldkirch               | ÖEL                         | 41  | 21  | 42  | 63  | 0   | —  | —  | —  | —  | —  |
| 1995/1996                   | VEU Feldkirch               | ÖEL                         | 36  | 20  | 46  | 66  | 14  | —  | —  | —  | —  | —  |
| 1996/1997                   | VEU Feldkirch               | ÖEL                         | 52  | 24  | 54  | 78  | 10  | —  | —  | —  | —  | —  |
| 1997/1998                   | VEU Feldkirch               | EHL                         | 6   | 2   | 6   | 8   | 2   | 4  | 1  | 3  | 4  | 2  |
| 1997/1998                   | VEU Feldkirch               | ÖEL                         | 46  | 10  | 30  | 40  | 16  | —  | —  | —  | —  | —  |
| 1998/1999                   | VEU Feldkirch               | ÖEL                         | 2   | 0   | 0   | 0   | 2   | —  | —  | —  | —  | —  |
| Łącznie w Div. 2/Div. 1     | Łącznie w Div. 2/Div. 1     | Łącznie w Div. 2/Div. 1     | 31  | 40  | 25  | 65  | 0   | 6  | 1  | 1  | 2  | 0  |
| Łącznie w Div. 1/Elitserien | Łącznie w Div. 1/Elitserien | Łącznie w Div. 1/Elitserien | 214 | 88  | 102 | 190 | 102 | 30 | 11 | 22 | 33 | 24 |
| Łącznie w WHA               | Łącznie w WHA               | Łącznie w WHA               | —   | —   | —   | —   | —   | 2  | 1  | 2  | 3  | 0  |
| Łącznie w NHL               | Łącznie w NHL               | Łącznie w NHL               | 629 | 196 | 359 | 555 | 196 | 18 | 5  | 10 | 15 | 10 |
| Łącznie w EHL               | Łącznie w EHL               | Łącznie w EHL               | 6   | 2   | 6   | 8   | 2   | 4  | 1  | 3  | 4  | 2  |
| Łącznie w ÖEL               | Łącznie w ÖEL               | Łącznie w ÖEL               | 231 | 95  | 215 | 310 | 42  | 0  | 0  | 0  | 0  | 0  |

Uwaga: do sezonu 1974/1975 Hockeyettan (Division 1) była najwyższą klasą rozgrywkową hokeja na lodzie w Szwecji.

### Reprezentacyjne
| Rok               | Drużyna           | Turniej           | Miejsce           |    | M  | G  | A  | Pkt | Min |
| ----------------- | ----------------- | ----------------- | ----------------- | -- | -- | -- | -- | --- | --- |
| 1976              | Szwecja U-19      | MEJ               |                   | 5  | 3  | 2  | 5  | 2   |     |
| 1976              | Szwecja U-20      | MŚJ               | 5                 | 4  | 2  | 1  | 3  | 10  |     |
| 1977              | Szwecja U-20      | MŚJ               | 5                 | 7  | 2  | 2  | 4  | 6   |     |
| 1978              | Szwecja U-20      | MŚJ               |                   | 7  | 2  | 6  | 8  | 10  |     |
| 1979              | Szwecja           | MŚ                |                   | 8  | 4  | 2  | 6  | 0   |     |
| 1981              | Szwecja           | MŚ                |                   | 6  | 3  | 1  | 4  | 8   |     |
| 1983              | Szwecja           | MŚ                | 4                 | 10 | 2  | 7  | 9  | 6   |     |
| 1984              | Szwecja           | CC                |                   | 5  | 1  | 3  | 4  | 2   |     |
| 1987              | Szwecja           | MŚ                |                   | 10 | 3  | 8  | 11 | 4   |     |
| 1987              | Szwecja           | CC                | 3-4               | 6  | 3  | 0  | 3  | 4   |     |
| 1991              | Szwecja           | MŚ                |                   | 10 | 0  | 5  | 5  | 6   |     |
| 1992              | Szwecja           | IO                | 5                 | 6  | 0  | 1  | 1  | 0   |     |
| Razem jako junior | Razem jako junior | Razem jako junior | Razem jako junior | 23 | 9  | 11 | 20 | 28  |     |
| Razem jako senior | Razem jako senior | Razem jako senior | Razem jako senior | 61 | 16 | 27 | 43 | 30  |     |

## Sukcesy

### Zawodnicze
KB Karlskoga
- Awans do Hockeyettan: 1974

BK Färjestads
- Wicemistrzostwo Szwecji: 1990, 1991

VEU Feldkirch
- Mistrzostwo Austrii: 1994, 1995, 1996, 1997, 1998
- Alpenliga: 1996, 1997, 1998, 1999
- Europejska Hokejowa Liga: 1998

Reprezentacyjne
- Mistrzostwo świata: 1987, 1991
- Wicemistrzostwo świata: 1981
- 3. miejsce na mistrzostwach świata: 1979
- Finał Canada Cup: 1985
- Wicemistrzostwo świata juniorów: 1978
- Wicemistrzostwo Europy juniorów: 1976

### Trenerskie
BK Färjestads
- Puchar Le Mata: 2002
- Wicemistrzostwo Szwecji: 2003, 2004, 2005

Reprezentacja Szwecji
- Mistrzostwo olimpijskie: 2006
- Mistrzostwo świata: 2006
- 3. miejsce na mistrzostwach świata: 2009, 2010

### Indywidualne
- Guldhjälmen: 1990
- Najlepszy punktujący fazy play-off Elitserien: 1990 (14 punktów)
- Drużyna gwiazd Pucharu Spenglera: 1990
- Drużyna gwiazd Europejskie Hokejowej Ligi: 1998
- Drużyna gwiazd mistrzostw świata juniorów: 1977
- Nagroda lidera sportowego agencji prasowej TT News Agency: 2006
- Człowiek Roku w Szwecji: 2006
- Członek Galerii Sławy IIHF: 2003
- Członek Galerii Sławy szwedzkiego hokeja na lodzie: 2013

### Odznaczenia
- Medal Jego Królewskiej Mości Króla Szwecji 8. rozmiaru na wysokiej niebieskiej wstążce: 2007[2]